# Cuauhtémoc
Cuauhtémoc (del nàhuatl: cuāuh- 'àguila' témōhuia 'davallar, baixar'), (1496 - m. el 28 de febrer de 1525) va ser l'últim tlatoani mexicà de Mèxic-tenochtitlan. Va assumir el poder el 1520, un any abans la presa de Tenochtitlan per Hernán Cortés i les seves tropes.
El nom Cuauhtémoc significa literalment 'Àguila que va descendir (es va posar) ' (náhuatl cuāuh (-tli) 'àguila', tem- 'descendir', -c Pasat). La forma honorífica de Cuāuhtémōc és Cuāuhtémōctzīn (el sufix -tzīn s'usa per designar una dignitat similar a "Senyor" en català ').
Cuauhtémoc era nebot de Moctezuma Xocoyotzin i, com a Cuitláhuac, hauria d'haver estat marit de la seva filla Tecuichpo (náhuatl, 'floc de cotó') en arribar aquesta a la nubilitat. Quan va assumir el poder, els conquistadors ja havien estat expulsats de Tenochtitlan, però la ciutat estava devastada per la gana, la verola, i la falta d'aigua dolça. Cuauhtémoc arribava a aquest moment després d'haver estat tlacochcálcatl (cap d'armes) de la resistència als conquistadors, ja que des de la mort de Moctezuma prèvia a la Nit Trista, se l'identifica com a cap militar dels mexiques.

## Actuació durant la Conquesta
Cuauhtémoc es va dedicar a la tasca de reorganitzar l'exèrcit mexica, reconstruir la ciutat i fortificar-la per a la guerra contra els espanyols, ja que suposava que tornarien a lluitar contra els mexiques. Va enviar ambaixadors a tots els pobles sol·licitant aliats, disminuint les seves contribucions i fins i tot eliminant-les per a alguns.
Els espanyols van tornar un any després d'haver estat expulsats i amb ells venia un contingent de més de 150 mil aliats indígenes, la majoria d'ells tlaxcalteques, històricament enemics dels mexiques.
Després d'assetjar Tenochtitlán durant 90 dies, el 13 d'agost de 1521, els espanyols comandats per Hernán Cortès, el van capturar a Tlatelolco.

## Derrota, fugida i captura
La canoa en què anaven ell, la seva família i els seus guerrers més fidels, va ser capturada per un bergantí espanyol pilotat per García Holguín. Cuauhtémoc va exigir ser portat davant de "Malinche" (així anomenaven a Cortés els mexiques, que és un terme patronímic de Malintzin, la seva concubina indígena).
Una vegada en la seva presència, assenyalant el punyal que el conquistador portava al cinyell, li va demanar que el matés amb ell, ja que, no havent estat capaç de defensar la seva ciutat i els seus vassalls, preferia morir a les mans de l'invasor. Aquest fet va ser descrit pel mateix Hernán Cortès a la seva tercera carta de relació a Carles V:
| «                                         | .."Va arribar a mi i em va dir en la seva llengua que ja ell havia fet tot el que de part seva s'obligava per defensar-se a si i als seus fins a venir a aquell estat, que ara fes d'ell el que jo volgués; i va posar la mà en un punyal que jo tenia, dient-me que li donés de punyalades i el matés..." | » |
| — Tercera carta de relació, Hernán Cortés | |   |

D'acord amb el cronista Francisco López De Gómara:
| «                                    | .."Cuauhtémoc llavors va llançar mà al punyal de Cortés, i li va dir: "Ja jo he fet tot el meu poder per a em defensar a mi i als meus, i el que obligat era per no venir a tal estat i lloc com estic; i doncs vos podeu ara fer de jo el que vulgueu, mateu-me, que és el millor".. | » |
| — Historia de la Conquista de México | |   |

Bernal Díaz del Castillo, en la seva Història verdadera de la conquista de la Nueva España, va descriure l'esdeveniment de la següent forma:
| «                                                       | .."Señor Malinche: ja he fet el que sóc obligat en defensa de la meva ciutat i vassalls, i no puc més, i ja que venjo per força i pres davant de la teva persona i poder, pren aquest punyal que tens a la cinta i mata'm després amb ell". | » |
| — Historia verdadera de la conquista de la Nueva España | |   |

De la importància que els espanyols van concedir a la captura de Cuauhtémoc, Tlatoani mexica, dona idea la disputa entre García Holguín i Gonzalo de Sandoval per atribuir-se el mèrit de la captura, que ja veien reflectida als seus escuts d'armes, com ho va estar el cap de Cuauhtémoc, segons Madariaga, a l'escut del mateix Cortés.

## El turment

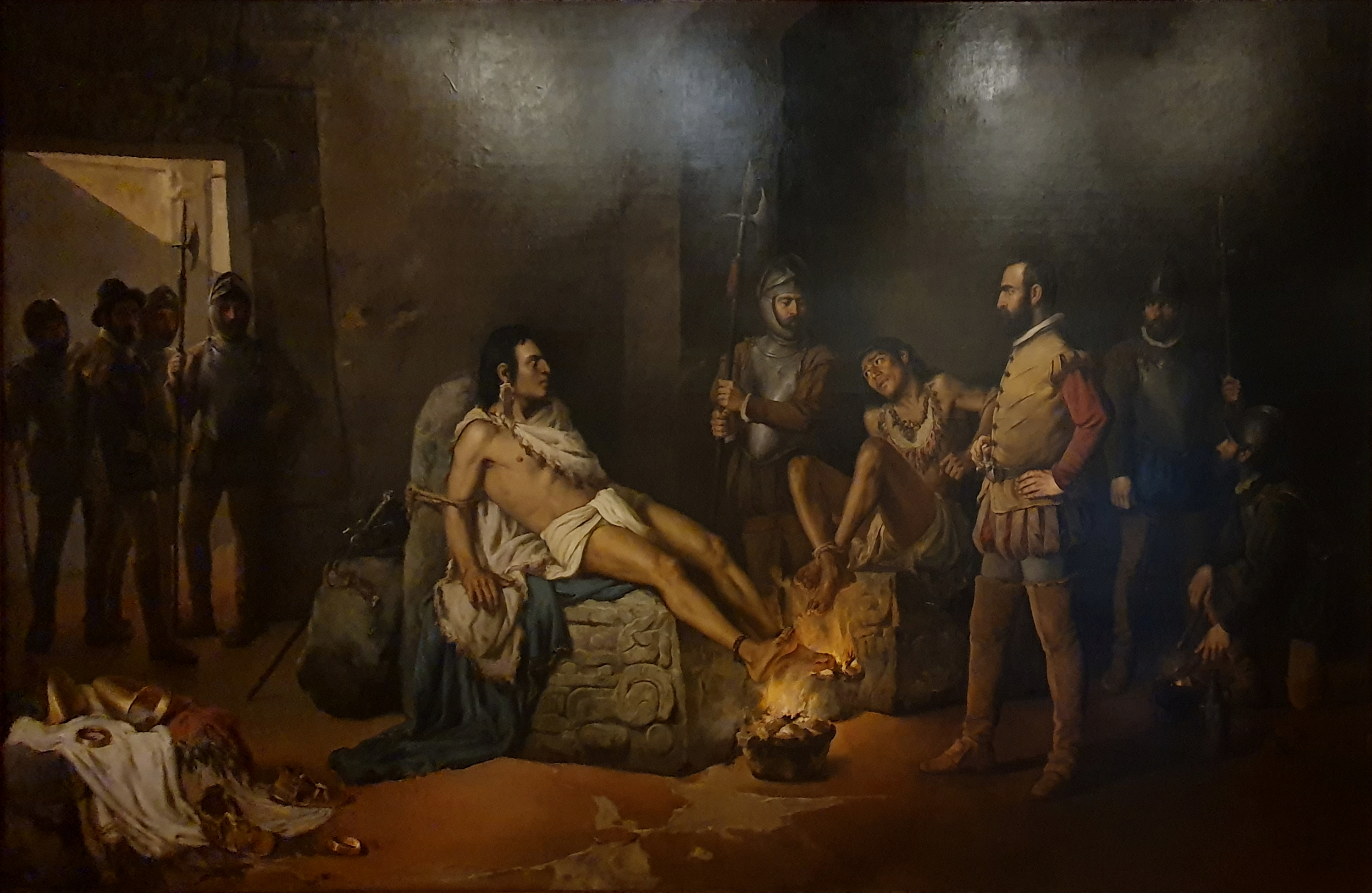
Tortura de Cuauhtémoc. Pintura obscurantista del Segle XIX.

A Cortés no li va interessar en aquell moment la mort de Cuauhtémoc. Preferia utilitzar davant dels mexiques la seva dignitat de Tlatoani, ara subsidiària de l'emperador Carles V i del mateix Cortés. Així ho va fer amb èxit, aprofitant la iniciativa i el poder de Cuauhtémoc per assegurar la col·laboració dels mexiques en els treballs de neteja i restauració de la ciutat. En els quatre anys que van seguir, l'administració cobdiciosa per part dels espanyols, la desconfiança en Cortés, i els temors del mateix Cortés, li van portar repetidament a prendre decisions indignes i finalment el van portar a aprovar el turment i la mort de l'últim tlatoani asteca.
Primer va ser el turment, sorgit de la cobdícia de l'or: Bernal Díaz del Castillo, en la seva Història Verdadera De La Conquesta De La Nova Espanya narra detalladament com va allargar la desconfiança entre els espanyols, en desmentir tossudament la realitat les seves riqueses somiades. L'or que havien obtingut en total (83 200 castellans) no era suficient per repartir de forma satisfactòria entre tota la tropa espanyola, pel que van iniciar suposicions per part dels comandaments per obtenir més or. Alguns espanyols van jutjar que després de la Batalla del Canal dels Toltecas, els asteques havien recuperat el botí i l'havien llançat a la llacuna o l'havien robat els tlaxcalteques o bé els mateixos soldats espanyols. I per això fossin els oficials de la Reial Hisenda, i sobretot el tresorer Julián D'alderete, i no Cortés, que es va limitar a consentir-lo, els que ordenessin -Bernal Díaz i López de Gómara així ho argumenten- el turment de Cuauhtémoc i Tetlepanquetzaltzin. D'acord amb els llibres de Díaz del Castillo, López De Gómara i les acusacions fetes a Cortés posteriorment en el seu judici de residència coincideixen que van ser torturats mullant-los els peus i les mans amb oli i cremant-los-hi. Segons Bernal, Cuauhtémoc va confessar que quatre dies abans "que el prenguessin el van llançar a la llacuna, així l'or com els trets i les escopetes que ens havien pres a la fi Cortés, i van anar on va assenyalar Guatemuz a les cases en les quals solia viure" d'on els espanyols van treure, "d'una com a bassa gran d'aigua un sol d'or com el que ens va donar Moctezuma".
Fonts posteriors van atribuir a Cuauhtémoc sense cap suport un estoïcisme ple mostrat per Cuauhtémoc en aquest trànsit. El llibre escrit per López de Gómara refereix que el "senyor" que l'acompanyava en la tortura li va demanar permís per parlar i cessar el turment, a la qual cosa Cuauhtémoc el va mirar amb ira i el va tractar amb menyspreu dient-li: «si estava ell en algun delit o bany ». Una novel·la històrica escrita per Eligio Ancona el 1870 va popularitzar la variant " Sóc jo potser en un llit de roses? ".
Després de l'episodi de la tortura, Cuauhtémoc va quedar esguerrat i coix, però les ferides de Tetlepanquetzaltzin van ser pitjors. El doctor Cristóbal de Ojeda va ser qui va curar les ferides al tlatoani. Anys més tard el metge va declarar, durant el judici de residència de Cortés, que en l'incident es va donar turment a Cuauhtémoc "cremant-li els peus i les mans". L'huey tlatoani torna sorprenentment al seu paper de noble mexica respectat i ben tractat, però captiu, el prestigi del qual i autoritat utilitza Cortès per al govern dels vençuts.
Com tots els súbdits de nou conquerits, es van intentar convertir-lo al cristianisme, però sol ho van aconseguir el dia que li van donar mort. Si seguim Héctor Pérez Martínez, el seu nom catòlic hauria estat el d'Hernando de Alvarado Cuauhtémoc; altres fonts citen només el d'Hernando o Fernando. Els conversos rebien el nom dels padrins, i Pérez Martínez suposa que els de Cuauhtémoc van ser el mateix Hernán Cortés i Pedro de Alvarado.
| «                      | Solemnement trist va ser Cuauhtémoc. Un dia un grup d'homes blancs es va abalançar fins a ell; i mentre que l'Imperi de tal se sorprenia, l'arcabús omplia de buits el broquel. Pres va quedar; i l'Indi, que mai no somreia, un somriure va tenir, que es va desfer a fel. - " En on és el tresor ? " --va clamar la vocería-; i va respondre un silenci més gran que el tropell... Va arribar el turment... I algú de la imperial noblesa es va queixar. L'heroi el va dir, alçant el cap: -"¡ Mi lecho no es de rosas !"- y se volvio a callar. En tanto, al retostarle los píes chirriaba el fuego, que se agitaba a modo de balbuciente ruego, ¡porque se hacia lenguas como queriendo hablar! - " El meu llit no és de roses! " - i va tornar a callar. En tant, al torrar-li els peus grinyolava el foc, que s'agitava a tall de prec, perquè semblaven llengües com volent parlar! | » |
| — José Santos Chocano. | |   |

## Expedició a les Hibueras i mort de Cuauhtémoc
El 1524, Cortés emprèn viatge a les Hibueras Hondures, a la recerca d'un dels seus capitans, Cristóbal de Olid. No és un viatge de rescat, sinó de persecució: Cortés té constància que Cristóbal de Olid pot haver-se confabulat amb el seu vell enemic, el governador de Cuba Diego Velázquez, per poblar, conquerir i sobretot obtenir or o altres riqueses al sud, ignorant-ho a ell. Sap Cortés que Cristóbal de Olid el traeix, de la mateixa forma en la qual ell va trair sis anys abans Diego Velázquez.
L'expedició, enorme i cortesana, inclou des de ministrils (músics de vent de l'època) fins a metge i cirurgià, passant per sumptuoses vaixelles i jocs de coberts, i una cort de porcs tancant la comitiva, per assegurar l'avituallament. El contingent militar és, com va ocórrer al llarg de la conquesta, més indígena que espanyol, i en aquesta expedició més asteca que tlaxcalteca o d'altres pobles. No és d'estranyar per tant que en l'expedició viatgin diversos notables asteques, segurament com a comandaments militars d'aquesta tropa, i possiblement també com ambaixadors i facilitadors de les relacions amb els pobles de la ruta: Cuauhtémoc i Tetlepanquetzal són dos d'ells.
Una vegada més, la por farà que Cortés prengui una decisió indigna, criticada pels seus soldats segons ens explica Díaz del Castillo. Després d'un any de viatge, i en un moment crític per a l'expedició li arriben rumors que Cuauhtémoc està conspirant en contra dels espanyols, decidit a atacar-los. Segons Cortés, un tal Mexicalcingo, (" Ciutadà honrat d'aquesta ciutat de Temixtitlan " escriu Cortés a Carles V, aclarint a més que després del seu bateig s'anomena Cristóbal) es va dirigir al capità espanyol per narrar-li una llarga, i una mica fantasiosa, història de conspiració de Cuauhtémoc, que s'iniciaria amb l'assassinat de Cortés, continuaria amb la rebel·lió contra els espanyols a tot el país, i acabaria amb el bloqueig de Mèxic... " fet això, posarien a tots els ports de la mar robustes guarnicions de gent perquè cap navili que vingués no se'ls escapés ". No se sap si Cortés va magnificar a la seva cinquena carta de Relació l'abast de la conspiració, per justificar l'execució una vegada consumada. El fet és que sentint-se vulnerable, va decidir manar penjar Cuauhtémoc i el cacic de Tacuba, Tetlepanquetzal, que van tornar a trobar-se davant del botxí. Això va ocórrer el 28 de febrer de 1525, en un lloc de l'estat de Tabasco pertanyent a la província maia d'Acalán identificat amb el nom de Canitzán (en l'actual municipi tabasqueny de Tenosique). El cadafal va haver de ser una ceiba, arbre sagrat dels maies. Havien passat quatre anys des del final del setge de Tenochtitlan, i potser els mateixos des que es va torturar cremant-los els peus als cacics que ara s'executaven.
Tant les fonts espanyoles (Bernal Díaz) com les índies qüestionen els motius adduïts per Cortés. Segons Prescott, el mateix Mexicalcingo va negar posteriorment haver narrat la història de la conspiració tal com la va reflectir Cortés a la seva cinquena carta a l'emperador.
Fernando de Alva Ixtlilxóchitl, un historiador mexicà del segle xvii, avala la realitat de la conspiració. Diego López De Cogolludo relata a la seva obra "Quauhtemoc va confessar ser així, com els altres ho havien dit; però que no va ser ell principi d'aquella consulta, ni sàvia si tots van ser en ella o s'efectuaria, perquè ell mai no va tenir intenció de sortir amb això, que sol havia passat la conversa referida, Sense més ni més probanzas, diu Bernal Diaz, que SR. Hernando Cortés va manar penjar á Quauhtemoc, i al senyor de Tacuba, que era el seu cosí; però la Història General d'Herrera diu, que va ser donada sentència mitjançant procés jurídic, i sentenciats á penjar Quauhtemoc, Couanoctzin i Tetepanquetzal. "
| «                                                 | ..estant per penjar el Quauhtemoc, va dir aquestes paraules: "O capitan Malinche, dias ha que jo tènia entès, é habia conegut les teves falses paraules: que aquesta mort m'habias de donar, doncs jo no en la dí, quan et vas lliurar a la meva ciutat de Mèxic; perquè em mates sense justícia? "... | » |
| — Conquista de Yucatán, Diego López de Cogolludo. | |   |

Cuauhtémoc és un dels personatges més reconeguts pels mexicans com a heroi nacional. A tots els racons de Mèxic el seu nom s'usa en toponímia i onomàstica, i la seva efígie imaginada apareix en monuments, que fan al·lusió al seu coratge en la derrota, en demanar la mort pel punyal de Cortés, o en el turment, en reclamar estoïcisme als seus companys de tortura. El 28 de febrer de cada any, la bandera mexicana oneja a mitja asta a tot el país, recordant la mort del pròcer. A partir del segle xix la seva figura va ser usada amb finalitats nacionalistes, tenint màxim exemple en la inauguració del Monument a Cuauhtémoc obra de Miguel Noreña durant la dictadura de Porfirio Díaz.
El poeta mexicà Ramón López Velarde el designa com el jove avi de Mèxic, i el qualifica com únic heroi a l'altura de l'art.

## En el seu honor

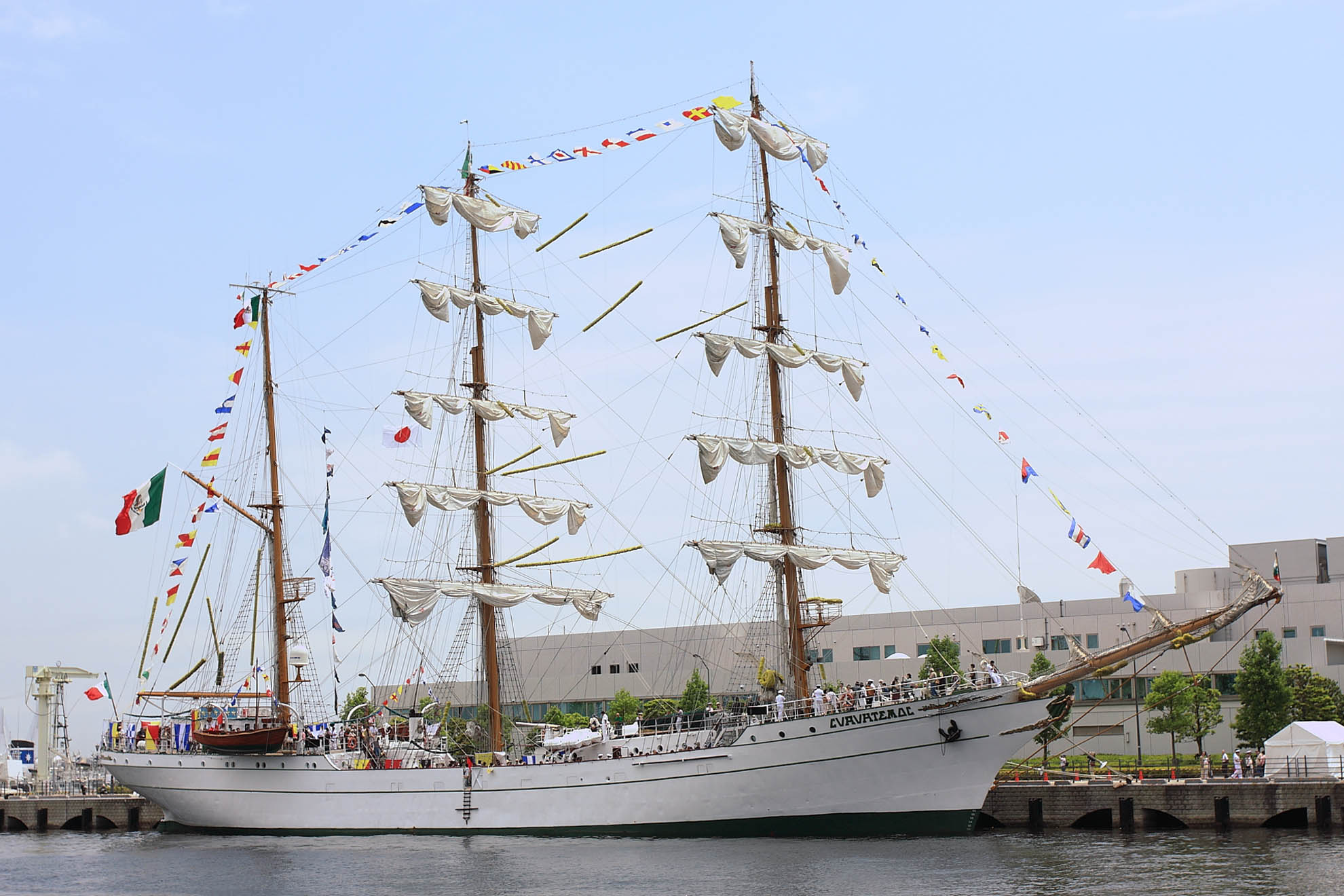
Vaixell escola mexicà

A Ciutat de Mèxic, a l'encreuament del passeig de la Reforma i l'Avinguda dels Insurgents es troba el Monument a Cuauhtémoc.
El vaixell escola de l'Armada de Mèxic en el qual es formen els cadets de l'Heroica Escola Naval Militar va ser anomenat en honor seu.